# Дзаули, Джованни Баттиста
Джованни Баттиста Дзаули (итал. Giovanni Battista Zauli; 25 ноября 1760, Фаэнца, Папская область — 21 июля 1819, Рим, Папская область) — итальянский куриальный кардинал. Секретарь Священной Конгрегации церковного иммунитета с 5 ноября 1800 по 8 марта 1816. Кардинал-священник с 8 марта 1816, с титулом церкви Сант-Онофрио с 29 апреля 1816 по 21 июля 1819. 